# Армида (опера Сальери)
«Армида» (итал. Armida) — опера в трёх действиях Антонио Сальери на либретто Марко Кольтеллини. Первое исполнение состоялось в Бургтеатре в Вене 2 июня 1771 года.
«Армида» стала первой оперой-сериа 20-летнего Антонио Сальери, к тому времени имевшего в своём активе лишь оперу-буффа «Образованные женщины». Сам композитор охарактеризовал своё сочинение как оперу «в волшебно-героико-любовном стиле, касающуюся также трагического». В основе сюжета — эпизод поэмы Торкватто Тассо «Освобождённый Иерусалим», о волшебнице, полюбившей рыцаря Ринальдо и своими чарами заставившей его забыть о долге. Сюжет привлекал многих композиторов и до Сальери: известны, в частности, «Армида и Рено» Ж. Б. Люлли, оперы А. Вивальди и Н. Йоммелли.
По мнению музыкальных критиков, в музыке явно чувствуется эстетическое влияние К. В. Глюка, который стремился реформировать оперу-сериа путём установления более тесной связи между драмой и музыкой. Увертюра Сальери следует принципам, установленным Глюком в предисловии к «Альцесте», и является своего рода программным введением в события оперы. Влияние Глюка прослеживается также в частых взаимодействиях между солистами и хором, в расширении использования хора.
Наряду с несколькими комическими операми, написанными в 1772—1773 годах, «Армида» принесла молодому композитору широкую известность; в 1774 году она была поставлена даже в Петербурге — под управлением придворного капельмейстера Томмазо Траэтты.